# Aeroport d'Alacant-Elx Miguel Hernández
L'Aeroport d'Alacant-Elx Miguel Hernández, també conegut com a Aeroport de l'Altet (codi IATA: ALC, codi OACI: LEAL) i abans simplement com a Aeroport d'Alacant-Elx, és un aeroport situat a mig camí de les ciutats d'Alacant i Elx, però que dona servei a una gran àrea de l'Estat espanyol compresa entre el País Valencià, la Regió de Múrcia i Castella-la Manxa. Està situat entre les localitats ilicitanes de L'Altet i Torre del Pla, 10 km a l'est d'Elx, i a 9 km al sud-oest de la capital alacantina. Tradicionalment ha tingut un important trànsit de vols xàrter, tot i que en l'actualitat la major part d'aquest és regular i de caràcter nacional i internacional.
Amb 15.747.678 passatgers dels quals 13.521.335 en vols internacionals l'any 2023, el millor any de la seva història, és l'aeroport de major trànsit del País Valencià, per davant del de València, el cinquè en la xarxa aeroportuària espanyola per darrere dels aeroports de Madrid, de Barcelona, de Palma, de Màlaga i el quaranté d'Europa.
Aquests resultats mantenen la tendència positiva de la darrera dècada, a pesar d'esdeveniments com els atemptats de l'11-S, la crisi econòmica del 2009, el núvol de cendra volcànica del 2010, la crisi dels controladors aeris a Espanya el 2010 o la pandèmia de la Covid-19 al 2020.
L'aeroport de l'Altet es troba en contínua expansió. Des dels seus inicis ja ha vingut sent una de les terminals més rendibles de tota la xarxa, a causa del boom turístic que ha patit la Costa Blanca durant el final del segle xx. Ara, i durant els últims anys, l'augment d'oferta de vols oferta per la companyia irlandesa Ryanair, a més de moltes altres, ha contribuït notablement a l'anomenada expansió. Al seu torn aquest augment de vols s'ha complementat (i en part, també ha causat) una ampliació de les instal·lacions aeroportuàries. A la inicial Terminal 1 (T1), inaugurada el 4 de maig de 1967, s'afegí la Terminal 2 (T2) el 16 de gener de 2007 i la base d'operacions de Ryanair el novembre del mateix any. La segona terminal fou planejada com a provisional mentres es construïa, des de 2005, l'última ampliació, la Nova Area Terminal (NAT). No obstant això, l'obertura de la segona terminal no fou suficient per a cobrir les necessitats imminents de l'aeroport. Les carències es van resoldre en gran part amb l'obertura el 23 de maig de 2011 de la NAT. Les administracions central i autonòmica, així com els sectors de la indústria, el comerç i el turisme alacantins, han posat grans esperances en què l'entrada en servei de l'ampliació de l'aeroport puga reflotar l'economia de la regió de la crisi econòmica.

## Ubicació
L'aeroport d'Alacant-Elx se situa al terme municipal d'Elx, entre les pedanies de Torre del Pla i L'Altet (pertanyents a la mateixa localitat), als peus de la serra dels Colmenars i junt al Paratge Natural dels Saladers d'Aiguamarga (estos dos ja en el municipi d'Alacant). Està distanciat 9 km (al sud) de la capital alacantina i 13 km (a l'est) del centre de la ciutat d'Elx.
Està enclavat al bell mig d'una de les àrees més poblades de la península Ibèrica, on destaquen les províncies d'Alacant, de València, d'Albacete i la Regió de Múrcia. En el centre d'una dilatada zona turística que abasta des de Gandia fins a Águilas (en la Regió de Múrcia), uns 300 km de línia de costa; incloent-hi municipis com Gandia, Xàtiva, Ontinyent, Alcoi, Villena, Almansa, Albacete, Iecla, Llorca, Águilas, Múrcia, nord-oest de la Regió de Múrcia, Cartagena, Oriola, Torrevella, Elx, Elda, Alacant, Benidorm o Dénia.
| Província             | Població  | Superfície (km²) | Densitat de població (hab/km²) |
| --------------------- | --------- | ---------------- | ------------------------------ |
| Província d'Alacant   | 1.926.285 | 5.816            | 329,61                         |
| Província de València | 2.575.362 | 10.763           | 239,28                         |
| Província d'Albacete  | 401.682   | 14.926           | 26,91                          |
| Regió de Múrcia       | 1.461.979 | 11.313           | 129                            |
| TOTAL                 | 6.365.308 | 42.818           | 148,66                         |

### Relleu
L'aeroport de l'Altet s'assenta a 43 metres sobre el nivell del mar, sobre una extensa formació quaternària creada per la conca del Vinalopó que presenta model de glacis. Els accidents topogràfics són pràcticament nuls. L'única cosa que altera el paisatge més immediat són les elevacions miocèniques de la serra dels Colmenars (de poc més de 100 m d'altitud), i que es localitza a poc més d'1 km al nord de la terminal en sentit paral·lel a aquest.

### Clima
La intensitat i la direcció dels vents, en comptades ocasions superen els 20 nusos amb components oest i nord-oest fonamentalment. Les característiques tèrmiques i pluviomètriques de la zona (al voltant de 17 °C i 300 mm de mitjana anual) i els alts índexs de visibilitat (en el 99,5% dels mesuraments se superen els 4.800 metres), concedeixen a l'aeroport un emplaçament privilegiat que li permet un ús eficaç, sobretot per l'excel·lent orientació de la pista de vol.

## Història

### Antecedents
Abans de construir-se l'aeroport actual, Alacant disposava de la Base Aèria de Rabassa, que s'havia creat amb finalitats militars durant la Guerra Civil. No obstant això, aquesta va ser utilitzada per l'aviació comercial de manera irregular i amb bastants dificultats a causa d'una sèrie de condicions desfavorables (edificacions molt pròximes, accessos difícils...). Malgrat tot, aquest aeroport va ser classificat com a duaner i obert al tràfic internacional per Ordre de 26 de juliol de 1951. El creixement del tràfic de passatgers ja va ser notable en els primers anys, perquè va passar de 3.171 en 1951 a 8.552 en 1958.
Les instal·lacions de Rabassa es van mostrar molt ràpid insuficients a conseqüència de la seua incapacitat per a l'aterratge de grans aeronaus i del potencial de tràfic derivat de la privilegiada situació d'aquesta zona peninsular per a l'aprofitament turístic. Per això, les companyies BEA i Iberia, britànica i espanyola, respectivament, van establir un servei aeri entre Londres i València. La major part dels turistes es dirigien amb autobús des de València a les costes alacantines. Amb motiu del Pla Nacional de Desenvolupament Econòmic i Social va ser aconsellable, per tant, dotar a Alacant d'un aeroport eminentment turístic, ja que es va considerar que aquesta iniciativa portaria amb si l'establiment de línies regulars, nacionals i internacionals, sense oblidar que la part fonamental del tràfic es realitzaria amb caràcter irregular en els denominats vols charter.
Aquestes perspectives exigien condicions i instal·lacions que no es donaven en la Base de Rabassa, l'ampliació de la qual quedava constreñida pel seu peculiar emplaçament. Va ser necessari cercar terrenys apropiats, amb les característiques idònies de relleu, vents, boires, etc. per a erigir un aeroport nou. Aquestes condicions es van trobar en una plana al sud de la ciutat d'Alacant, al costat del litoral, prop dels nuclis il·licitans de l'Altet i Torrellano, és a dir, en el mateix lloc on va estar emplaçat el primer camp de vols exclusivament civil que va haver-hi a Espanya, propietat de l'empresa francesa Lignes Aeriennes Latécoére. Aquesta companyia ho utilitzava com a escala dels seus correus amb Dakar (Senegal) a principis de la passada centúria. Des de l'any 1927 el seu ús va ser a càrrec de la companyia Aeropostale, precursora de Air France, per als enllaços amb Algèria.

### Inicis
L'actual aeroport alacantí es va obrir al tràfic el 4 de maig de 1967 amb instal·lacions, infraestructura i equips capaços per a prestar servei a un milió de passatgers. Aqueix mateix dia, aterra el primer avió que procedia de Madrid, un Convair Metropolitan de la companyia Aviaco. La companyia Iberia s'incorpora al tràfic de l'aeroport al novembre de 1969 amb les seues línies Alacant-Madrid i Alacant-Barcelona.
Des de la seua inauguració, ha suposat la creació d'un model turístic i de creixement per a la Província d'Alacant. Actualment és la primera empresa de la província, generant 10.000 llocs de treball estables i altres 25.000 de manera indirecta.
L'any 1971 se supera la capacitat que disposava l'aeroport, amb 1.250.554 passatgers. L'increment del tràfic va obligar a construir un nou edifici terminal l'any 1972. El nou edifici es va utilitzar al principi, només per a vols internacionals. La segona fase es conclou en 1974, i s'incorpora el tràfic nacional al març de 1975.
El creixement sostingut del tràfic fa possible aconseguir els dos milions de passatgers en 1978, la qual cosa obliga a reformar la terminal de passatgers i ampliar l'estacionament d'aeronaus en 60.000 metres quadrats. Per raons operatives, s'amplia la pista fins als 3.000 metres.
Des de 1968, el moviment de passatgers va créixer de forma enèrgica i continuada, multiplicant-se el tràfic per deu en vint anys, per a aconseguir els 3.000.000 passatgers/any en 1988.
En 1996 es va dur a terme una profunda reforma, que va permetre atendre als nou milions de passatgers anuals que utilitzen les seues instal·lacions en un breu espai de temps. Per a l'embarcament es van instal·lar cinc passarel·les telescòpiques, i es va construir un nou edifici d'oficines per a companyies aèries, centre d'operacions i àrea de negocis. També es va ampliar la capacitat de l'aparcament de vehicles, es va construir una nova eixida ràpida cap a la capçalera 28 i es va ampliar la plataforma d'aeronaus.11
Paral·lelament a aquesta intensa reforma, es va inaugurar la nova torre de control durant la primavera de 1996. Impediments de tipus tècnic, van ajornar la seua operativitat amb total normalitat fins a febrer de 1997. Durant nou mesos, es va simultanejar el control aeri entre ambdues torres, comptant amb l'antiga instal·lació com a element auxiliar. La torre de control de l'Altet es va convertir en l'edifici més emblemàtic de l'aeroport de la província d'Alacant, amb un disseny avantguardista propi dels millors aeroports de la Unió Europea.

### Present
El constant creixement del tràfic aeroportuari, va fer necessari plantejar una oferta d'ampliació de l'Àrea Terminal d'Alacant durant l'any 2002, de la qual va ser adjudicatària la Unió Temporal d'empreses (UTE) GSG GOP Oficina de Projectes, SENER i GHESA), que es va encarregar de la documentació tècnica i el disseny funcional d'aquesta.
A la fi de novembre de l'any 2004, AENA va adjudicar la construcció d'una àrea provisional de tractament de passatgers (Terminal 2), per a donar resposta al continu creixement del tràfic de passatgers i operacions. La construcció va ser adjudicada a la UTE formada per les empreses Seop i Lubasa. D'altra banda es va aprovar l'expedient de la Nova Àrea Terminal de l'aeroport d'Alacant NAT), on s'inclouen les actuacions del projecte.
Sis mesos després d'aprovar el projecte de la NAT -maig de 2005-, Foment va adjudicar la construcció d'aquesta, a la UTE formada per Ecisa, Elecnor i Necso Entrecanales Cobertes.
Paral·lelament al projecte de la NAT, AENA va adjudicar l'ampliació de la plataforma i carrer de rodatge de l'aeroport d'Alacant -març de 2006-. La seua construcció va permetre ampliar la capacitat de l'actual plataforma en almenys 15 llocs per a estacionament d'aeronaus.
El gener de 2007, va entrar en funcionament la Terminal 2. La seua finalitat consistia a atendre el creixement de passatgers, mentre es duien a terme les obres de la NAT. Aquesta terminal auxiliar disposa de catorze taulells de facturació, sis portes d'embarcament (21-26) i dues cintes de recollida d'equipatges.
Durant l'estiu de l'any 2008, quasi dotze anys després de la inauguració de la nova torre de control de l'aeroport -febrer de 1997-, es va alçar una estructura auxiliar de la mateixa altura, tota ella de formigó armat, que queda unida per mitjà de dues passarel·les en diferents cotes i serveix d'eixida d'emergència. Com a objectiu secundari, sosté l'edifici per a reduir el balanceig que pateix la part més alta quan bufa vent fort.17
De manera paral·lela a la construcció de la NAT i altres edificis aeroportuaris, el Ministeri de Foment ha iniciat part dels nous accessos a l'aeroport d'Alacant amb la construcció d'una rotonda elevada durant els anys 2009 i 2010 i ha sotmès a informació pública la duplicació de calçada de l'actual N-338 -agost de 2010-.18 En 2010 l'aeroport passa a pertànyer a Aena Aeroports.
A la fi de març de 2011 i després de més de cinc anys de construcció, l'aeroport d'Alacant presencia una de les fites històriques que marcaran el seu futur. El 23 de març de 2011, s'inaugura el nou edifici terminal que compta amb una capacitat màxima de 20 milions de passatgers a l'any i multiplica per sis l'àrea total de les Terminals 1 i 2. A partir de llavors, ambdues terminals (T-1 i T-2), deixen d'estar en servei. Disposa de 96 taulells de facturació més dues per a equipatges especials, 26 portes d'embarcament i 14 cintes de recollida d'equipatges més dos per a equipatges especials.
El 12 de juliol de 2013 es va procedir al canvi de nom de l'Aeroport d'Alacant que va passar a cridar-se Aeroport d'Alacant-Elx. El canvi es va realitzar per pressions polítiques, igual que canvis anteriors com el de Barcelona a Barcelona-El Prat o Màlaga a Màlaga-Costa del Sol. L'Ajuntament d'Elx, promotor del canvi, va haver de córrer amb els costos del canvi de nom.
L'1 d'abril de 2017 s'anuncià per part d'INECA que Adif no pretenia establir connexió directa per via ferroviària amb el Corredor Mediterrani per al projecte del 2022. El setembre de 2017 el Ministre de Foment espanyol estudià la possibilitat de fer una connexió amb tren amb l'aeroport alacantí.
El millor any de la seva història és 2023 amb 15.747.678 passatgers dels quals 13.521.335 en vols internacionals, superant els 15.048.240 passatgers 2019.

## Obres d'ampliació

### Terminal 2
Amb la construcció de la T-2 s'ha donat resposta a la demanda de tràfic en l'aeroport d'Alacant mentre concloïen les obres de la Nova Àrea Terminal (NAT). Aquesta terminal auxiliar disposa de catorze taulells de facturació, sis portes d'embarcament (21-26) i dues cintes de recollida d'equipatges. La seua engegada, va augmentar la capacitat operativa en més d'un 20%.
El nou edifici va tenir un import de sis milions d'euros i un termini d'execució d'11 mesos. Es troba operatiu des de gener de 2007 i deixarà d'estar en servei a la fi de març de 2011.
Aquesta obra ha implicat, entre d'altres, les següents actuacions:
- La demolició de l'antic bloc tècnic (oficines d'Aena), i construcció d'un edifici per al tractament de passatgers de planta rectangular, amb unes mesures aproximades de 96,6 per 40,4 metres i dues altures.

- La connexió a l'Edifici Terminal principal (T-1), a través d'un mòdul d'unió que connecta tots dos edificis.
- L'adequació de la urbanització habilitant aparcament d'autobusos i vehicles lleugers.
- La modificació d'accessos per al correcte funcionament de l'edifici.

### Nova Àrea Terminal (NAT)
La Nova Àrea Terminal ha sigut dissenyada pensant en el màxim desenvolupament, tant de l'edificació com del camp de vols, que s'avança en el Pla Director de l'Aeroport d'Alacant. Aquesta configuració final preveu la construcció d'una nova pista paral·lela a l'existent, i futures ampliacions de l'actual projecte constructiu. A més, no s'ha perdut de vista la possibilitat d'escometre aquestes ampliacions sense suposar complicacions en un futur, i permetent l'operativitat de la terminal.
El projecte, ja acabat, consta fonamentalment de tres parts: un edifici processador, un dic i un nou aparcament. A més s'han executat les obres necessàries per a la construcció d'un futur satèl·lit en fases successives.
L'arquitecte i dissenyador de la NAT de l'aeroport d'Alacant és Bruce Fairbanks, de GOP Oficina de Projectes. Fairbanks i el seu equip d'arquitectes han desenvolupat tota l'obra basant-se en dos conceptes: l'arquitectura bioclimàtica i la funcionalitat.
La inversió total del pla d'ampliació entre 2004 i 2011 ascendeix a 570 milions d'euros, dels quals 384 milions corresponen a la NAT.
Amb la construcció d'aquesta infraestructura, l'aeroport d'Alacant disposa d'una sala de facturació amb una superfície de 15.500 m² enfront dels 5.700 actuals; el hall d'eixides té una superfície de 27.000 m²; la sala de recollida d'equipatges té els 15.900 m² enfront dels 4.300 m² actuals; i el hall d'arribades ha augmentat a 7.900 m² enfront dels 1.000 m² actuals. A més s'han afegit 96 taulells de facturació (148 en total), 26 portes d'embarcament (42 en total), 16 passarel·les (21 en total) i 14 cintes de recollida d'equipatges (25 en total). Els nous aparcaments arriben fins 4.200 places a les 2.000 anteriors, destinant 850 places per al lloguer de cotxes. I quant als autobusos, hi han 60 posicions a les 35 d'abans, disposades en la planta inferior de l'edifici processador. A més s'ha reservat una zona per a la futura arribada del TRAM Metropolità i del Rodalies.
Així mateix, la nova terminal compta amb 12 punts de restauració i 19 tendes. La superfície comercial destinada a restauració abasta 2.946 m² (un 25% més que l'anterior) i la destinada a tendes compren 2.342 m² (un 318% més que l'anterior).
En finalitzar l'obra, l'edifici terminal de passatgers compta amb una superfície total de 333.500 m2, enfront dels 54.800 m² que abasten les Terminals 1 i 2.
A més, el projecte estableix la construcció dels nous accessos i la seua urbanització, ampliant i adaptant els vials actuals; la remodelació-adaptació de l'actual terminal a la nova configuració; la construcció d'una central termofrigorífica i una nova central elèctrica.
La composició d'aquesta gran infraestructura, fa d'ella una actuació singular, tant per les seues dimensions com per la diversitat de treballs a escometre, sent una obra de gran envergadura tant d'obra civil, com d'edificació i instal·lacions.

### Plataforma de la NAT i carrers de rodatge
La realització d'aquesta obra, suposà la construcció de 50.000 m² de superfície (al sud i aquest del nou edifici terminal) destinats a llocs d'estacionament per a aeronaus comercials, ampliant la capacitat de l'actual plataforma en 12 nous llocs. A açò cal sumar la construcció de 100.000 m² repartits entre carrer de rodatge, plataforma handling i camins perimetrals.
A més, aquest projecte preveia la construcció d'un nou sistema de subministrament de combustible per als llocs assistits del Nou Edifici Terminal que estan situats en la nova plataforma; una planta separadora d'hidrocarburs; un túnel sota la plataforma per a la connexió del Nou Edifici Terminal amb un futur satèl·lit; i la realització de tot el drenatge de la plataforma i de la NAT.
Sistema de Drenatge: El sistema consisteix en la construcció d'una gran bassa que reté les aigües per a ser decantades i dipositen en el fons els materials que arrosseguen, després de la qual cosa són evacuades passant per una planta separadora d'hidrocarburs.
- Ubicació: al final de la capçalera 28 de l'aeroport, en la zona adjacent amb la carretera nacional 332.
- Capacitat: 25 milions de litres.
- Dimensions: una longitud de 95 metres de llarg per 88 metres d'ample.
- Dos col·lectors: un situat en la zona nord de l'aeroport i l'altre en el sud.
- Velocitat de desguàs: fins a 219 litres per hora en una superfície de 10.000 metres.
- Funció: aquest sistema va dirigit cap als forts xàfecs a conseqüència de la gota freda. D'aquesta manera s'evita que l'aigua aconseguisca els Saladars -paratge humit- en aquestes condicions, i únicament permetent que arriben les aigües sense cap element contaminant.

### Camp de vols
- Adequació de camp de vols: L'actuació preveu la regularització de la franja de pista i del carrer de rodatge; demolició de la caseta de reguladors de la franja de pista, reposició i desdoblament de la mateixa fóra de la franja; i la instal·lació de llums d'eix de carrer de rodatge cada 15 metres, en comptes de cada 30 metres, en els trams rectes del carrer paral·lel a la pista. El conjunt de millores s'han realitzat durant la temporada d'hivern 2009-2010.

- Reparació de capçaleres de pista: Consisteix en la substitució per asfalt flexible d'ambdues capçaleres de la pista. L'execució de les obres s'està efectuant en dues fases:
  - Demolició dels primers 750 metres de la pista 28 i restitució per asfalt flexible, els treballs del qual s'han desenvolupat durant la temporada d'hivern 2009-2010.
  - Demolició dels primers 350 metres de la pista 10 -actualment de formigó- i restitució per asfalt flexible, els treballs del qual es desenvoluparan durant la temporada d'hivern 2010-2011.

- Nous aparells d'espera: Consisteix en la remodelació dels dos punts d'espera existents en ambdues capçaleres de la pista i la creació d'un tercer punt d'espera en ambdues. El conjunt de l'obra es durà a terme durant la temporada d'hivern 2010-2011.

- Nou carrer d'eixida ràpida: Té com a objectiu disminuir els temps d'ocupació de les aeronaus en la pista de vol, la qual cosa permetrà un major aprofitament d'aquesta infraestructura. Actualment dipone de 3 carrers d'eixida ràpida, dues d'elles properes a la capçalera 28 i la tercena propera a la capçalera 10. El nou carrer d'eixida ràpida circularà paral·lela a aquesta tercera, amb el que la configuració de carrers de rodatge quedarà pràcticament simètrica i facilitarà els moviments efectuats per la pista 28.

- Noves instal·lacions de seguretat d'accés a la plataforma d'estacionament d'aeronaus: Aquesta infraestructura està composta per una caseta equipada amb arc detector de metalls i un equip d'inspecció de rajos X per a tot el material que vaja a dipositar-se en els cellers dels avions. L'immoble compta amb una superfície de 100 m² repartits per la sala d'espera, sala de control, condícies i un magatzem. També s'ha millorat l'accés de vehicles amb l'ampliació de la porta corredissa i la construcció d'una gran marquesina amb gàlib superior als cinc metres que permet revisar els camions amb més comoditat. Les noves instal·lacions se situen al costat de la terminal de càrrega i estan en servei des de març de 2009.

- Camí de seguretat barrat perimetral: L'actuació preveu l'arranjament del clos de seguretat i la construcció d'un camí intern transitable que recorre el perímetre del recinte aeroportuari. El conjunt de les obres s'ha realitzat durant els anys 2007 i 2008.

- Sistema integrat de seguretat aeroportuària: Consisteix a integrar el control d'accessos a les diferents zones i dependències no públiques que requereixen una autorització prèvia. En segon lloc, proporciona un sistema d'acreditació personal per a dotar d'autorització a aquelles persones que desenvolupen la seua activitat laboral en l'aeroport. A més, s'ha implantat un circuit tancat de televisió per a l'enregistrament i videovigilancia de les instal·lacions aeroportuàries. Aquest projecte cobreix l'ampliació de l'aeroport, tant la plataforma com la NAT i nous vials de circulació.

### Magatzems i edificis de serveis aeroportuaris
Les obres d'ampliació de la Zona Carregue, comprenen diferents actuacions:
- 2 naus per a magatzems en la parcel·la número 1, amb una superfície de 7.800 m².
  - La nau situada a l'oest s'empra com a magatzem per a un o dos arrendataris i està dotada de molls de càrrega. La planta baixa, d'uns 1.500 m2, en la seua major part a doble altura, està destinada a zona d'emmagatzematge de mercaderies, i la primera planta, amb uns 300 m2, a oficines.
  - La nau situada a l'est s'empra com a xicotets magatzems sense molls de càrrega. Està dividida en 16 mòduls o locals iguals d'aproximadament 94 m2 per planta, en els quals la planta baixa està destinada a magatzem i la primera planta de cadascun dels locals a oficines. D'aquesta forma, la superfície total construïda és de 3.000 m².

- 2 edificis de serveis aeroportuaris per a operadors de handling i companyies. La parcel·la on se situa té aproximadament 4.800 m2 i està situada en l'àrea de serveis aeroportuaris. Els dos edificis són similars i paral·lels amb una zona central d'aparcament per a tots dos, sent la superfície d'ocupació de cadascun dels edificis d'aproximadament 1.300 m². Cada edifici compta amb una planta baixa destinada a magatzems i tallers, i una primera planta destinada a oficines i vestidors per al personal.

- Planta de transferència de residus. Amb aquesta actuació s'ha creat un nou recinte per a albergar i tractar els residus generats per les activitats que es desenvolupen dins del recinte aeroportuari. La instal·lació abasta una superfície de 5.400 m2 i està situada en l'àrea de serveis aeroportuaris. Per a dotar-la d'energia, s'ha instal·lat un centre de transformació per al seu subministrament.

## Infraestructures
Horari d'operativitat: 24H
Capacitat Operativa Actual: 30 operacions/hora
Servei meteorològic: 24H
Aquest aeroport disposa de les següents infraestructures:

### Camp de vols
- Torre de control
  - Altura: 47 metres.
  - 3 cotes:
    - 25 metres: àrea de descans.
    - 34 metres: àrea de climatització.
    - 47 metres: àrea de control de navegació aèria.

- Plataforma de estacionamiento de aeronaves:
  - Aviació comercial
    - Total: 37 posicions d'estacionament.
    - Compatibles: 36 posicions d'estacionament.
    - Noves: 14 posicions d'estacionament (Plataforma de la NAT).
    - Compatibles: 12 posicions d'estacionament (Plataforma de la NAT).

  - Aviación general:
    - 18 llocs per a aeronaus de 10 metres d'envergadura màxima.
    - 6 llocs per a aeronaus de 20 metres d'envergadura màxima.

Carrers de rodadura:
- Portes d'entrada a la plataforma: A, B, C, D.
- Calle de rodatge paral·lela a la pista:
  - Direcció a la capçalera 10: A-1, A-3.
  - Direcció a la capçalera 28: C-3, C-6.
  - Entre ambdues: B-1, B-2, C-1.

Pista de vol:
- Dimensions: 3.000x45 metres
- Orientació:
  - Capçalera 10: 100.04º GEO / 101º MAG
  - Capçalera 28: 280.06º GEO / 279º MAG

- Elevació:
  - Capçalera 10: 43 m / 141 ft
  - Capçalera 28: 13 m / 43 ft
  - Pendent: 1%

- Superfície:
  - Asfalte
  - Capçalera 10: Primers 350 m, formigó hidràulic.

- Eixides:
  - Aterratge per capçalera 10: C-2, C-4.
  - Aterratge per capçalera 28: A-2.

- Entrades:
  - Enlairament per capçalera 10: A-3L, A-3R.
  - Enlairament per capçalera 28: C-5, C-7, C-8.

Altres instal·lacions:
- Ajuda instrumental per a l'aterratge:
  - Il·luminació d'aproximació i de pista: Precisió CAT I {900 m} per ambdues pistes (10 i 28).
  - VOR/DME i ILS per pista 10.
  - VOR/DME per la 28. Per motius que es desconeix AENA no va instal·lar en el seu moment un ILS en aquesta capçalera, i encara segueix sense fer-ho la qual cosa provoca moltes queixes entre els pilots a causa de la falta d'aquesta ajuda a la navegació en un dels aeroports amb més tràfic de tot Espanya.

- Sistemes i senyals de guia de rodatge.
- Il·luminació de plataforma: 11 pals proyectores LIH.
- Serveis de salvament i extinció d'incendis: CAT 8 de OACI.
- PAPI en ambdues capçaleres

### Terminal de passatgers
- Total: 53 taulells de facturació; 18 portes d'embarcament, 5 amb passarel·la telescòpica; 11 cintes en hipòdrom per a recollida d'equipatges; zona comercial; sala VIP; Wi-Fi en ambdues terminals.

- Terminal 1:
  - 38 taulells de facturació (1 - 38), més un per a equipatges especials (taulell núm. 39).
  - 10 portes d'embarcament (1 - 10), més dues portes especials (1B i 4B).
  - 9 cintes de recollida d'equipatges.

- Terminal 2:
  - 14 taulells de facturació (51 - 64).
  - 6 portes d'embarcament (21 - 26).
  - 2 cintes de recollida d'equipatges.

### Aparcament
Plataforma d'arribada per a autobusos de la T-1.
- Capacitat Actual: 2.000 places.
- Ubicació: Enfront del hall d'eixides i arribades de la T-1 i T-2.

## Accessos i mitjans de transport
Actualment només es pot accedir-hi per carretera i amb el bus línia C-6 que connecta l'aeroport amb el centre d'Alacant. No obstant això, està prevista l'arribada a l'Aeroport d'Alacant del Rodalies i del TRAM en un futur proper. S'ha reservat un espai, en el soterrani de l'edifici processador de la NAT, per a la construcció d'ambdues estacions.

## Pla d'Aïllament Acústic (PAA)
Sistema de monitorado de sorolls. El coneixement d'aquestes dades, permet a l'aeroport prendre mesures sancionadores oportunes quan les aeronaus s'isquen sense justificació de la petjada acústica. Aquesta actuació, forma part del compliment del Pla d'Aïllament Acústic (PAA), que s'inicia a conseqüència de la declaració d'impacte ambiental de 2003 per a l'ampliació de l'Aeroport d'Alacant. A data de gener de 2009, AENA ha finalitzat el 85,30% del PAA, la qual cosa significa que més d'1.500 habitatges repartits entre Elx i Alacant ja estan insonoritzades.

## Sistema de Gestió Ambiental (SGA)
A causa de l'augment del trànsit, l'aeroport ha viscut diverses obres d'ampliació al llarg de la seua història, però sens dubte la que marcarà un fet insòlit, és la que s'està portant a terme actualment, sota la denominació de Pla Alce/Alacant.
Per a poder afrontar aquest creixement de forma sostenible cal considerar els factors ambientals, la qual cosa va conduir en 2003 a la implantació d'un Sistema de Gestió Ambiental (SGA), per a assegurar el compliment dels requisits legals aplicables i permetre un millor desenvolupament ambiental.
El SGA d'AENA -Aeroport d'Alacant- té com a referència la Norma UNIX-EN ISO 14001: 2004 Sistemes de Gestió Ambiental: requisits i orientació per al seu ús. L'àmbit d'aplicació és extensiu a la gestió i manteniment de les instal·lacions i infraestructures aeroportuàries, així com els serveis prestats per altres empreses que treballen en l'aeroport.
El sistema està certificat per AENOR des de setembre del 2004, certificació que va ser renovada amb èxit en 2007.
- Control de aspectos ambientales en el SGA:
  - Gestió de residus.
  - Control de l'emmagatzematge de substàncies perilloses.
  - Control de consums.
  - Control d'emissions.
  - Control d'abocaments.

## Companyies aèries
L'aeroport manté excel·lents connexions amb Madrid i Barcelona així com amb les principals ciutats del nord d'Europa (especialment del Regne Unit), a causa de la seua importància com a canalitzador del turisme de la Costa Blanca. Londres, Madrid i Mánchester són les destinacions amb major tràfic de passatgers. D'altra banda, en l'aeroport operen tant companyies aèries tradicionals com a companyies de baix cost i xàrter. Les principals són easyJet i Iberia.
| Aerolínia                     | Destinació |
| ----------------------------- | --- |
| Aer Lingus                    | Belfast-International [de temporada], Cork [de temporada], Dublín |
| Air Algerie                   | Orà |
| Air Europa                    | Palma, Madrid, Tenerife Sud |
| Air Finland                   | Hèlsinki |
| City Airline                  | Goteborg-Landvetter [comença el 2 Abril] |
| Easyjet                       | Basilea/Mulhouse, Belfast-International, Bristol, East Midlands, Edimburg, Ginebra, Glasgow-International, Liverpool, Londres-Gatwick, Londres-Luton, Londres-Stansted, Manchester, Newcastle |
| Flybe                         | Exeter, Southampton |
| Flyglobespan                  | Aberdeen [de temporada], Edimburg, Glasgow-International |
| Iberia operat per Air Nostrum | Madrid, Bilbao, Eivissa, Tenerife Nord |
| Iceland Express               | Reykjavik-Keflavik [comença el 25 Març] |
| Jet2.com                      | Blackpool, Leeds/Bradford, Manchester |
| Jetairfly                     | Brussel·les, Lieja, Oostend |
| Norwegian Air Shuttle         | Bergen, Copenhague, Oslo-Gardermoen, Oslo-Rygge, Stavanger, Estocolm-Arlanda, Trondheim, Varsòvia |
| Ryanair                       | Billund, Birmingham, Bournemouth, Bratislava, Bremen, Bristol, Brussel·les Sud-Charleroi, Derry [de temporada], Dublín, East Midlands, Edimburg, Eindhoven, Friederichshafen, Gdańsk, Glasgow-Prestwick, Gothenburg-City, Hahn, Haugesund, Karlsruhe/Baden-Baden, Leeds/Bradford, Liverpool, Londres-Gatwick, Londres-Stansted, Maastricht/Aachen, Marrakech, Memmingen, Milà-Orio al Serio, Oslo-Rygge, Oslo-Torp, Paris-Beauvais, Poznan [comença el 3 Maig], Santiago de Compostel·la (estacional), Shannon (finalitza el 25 Març), Estocolm-Skavsta, Weeze, Wroclaw |
| Scandinavian Airlines System  | Bergen, Kristiansand, Oslo, Stavanger, Trondheim |
| Thomas Cook Airlines          | Belfast-International, Birmingham, Bristol, Cardiff, East Midlands, Edimburg, Glasgow-International, Leeds/Bradford, Londres-Gatwick, Manchester, Newcastle |
| Thomsonfly                    | Belfast-International, Birmingham, Bristol, Cardiff, Doncaster/Sheffield, Durham Tees Valley, East Midlands, Glasgow-International, Leeds/Bradford, Liverpool, Londres-Gatwick, Manchester, Newcastle |
| Transavia                     | Amsterdam, Eindhoven, Rotterdam |
| Vueling Airlines              | Barcelona, París, París (Orly), Zuric, Bilbao, Palma, Eivissa, Menorca (estacional), Orà, Santander (estacional), Amsterdam, Brussel·les, Cardiff, Cophenaguen, Moscou, Roma, San Petersburg. |